# Landeskirchliches Archiv Stuttgart
Das Landeskirchliche Archiv Stuttgart (Abkürzung: LKAS) war das zentrale Archiv der Evangelischen Landeskirche in Württemberg. Das Archiv übte die Fachaufsicht über das Archivwesen und die Archivpflege in der Landeskirche aus. Leiter war Claudius Kienzle. Sitz des Archivs war die Balinger Straße 33/1 in Stuttgart-Möhringen. Das Landeskirchliche Archiv war auch der Sitz der Geschäftsstelle des Vereins für Württembergische Kirchengeschichte e.V. sowie der Abteilungen Kircheninventarisation, Museale Sammlung und Beauftragung württembergische Kirchengeschichte. Am 1. Januar 2025 fusionierte es mit dem Landeskirchlichen Archiv Karlsruhe zum Evangelischen Archiv Baden und Württemberg .

## Geschichte
Das Landeskirchliche Archiv verdankte seine Entstehung der Trennung zwischen Staat und Kirche, in deren Gefolge durch Vereinbarung zwischen Kultministerium und Evangelischem Oberkirchenrat vom 8. September 1925 diesem die Überlieferung des Konsistoriums zuwuchs. Die antikirchliche Haltung von Partei und Staat nach 1933 machte schließlich den Aufbau eines landeskirchlichen Archivs insbesondere zur Verteidigung kirchlicher Rechtsansprüche unabdingbar. Betreut wurde das zunächst in den Räumen der Registratur im Dienstgebäude des Oberkirchenrats in Stuttgart, dem ehemaligen Thurn und Taxisschen Postamt (Alter Postplatz 4), untergebrachte Archiv in der Anfangszeit nur nebenamtlich, zunächst durch den Stuttgarter Stadtpfarrer Julius Rauscher (1933–1936), dann durch Oberstudienrat i. R. Robert Geiges (1936–1942). Die im Zweiten Weltkrieg ausgelagerten und daher bis auf wenige Ausnahmen geretteten Bestände wurden nach ihrer Rückholung zunächst im Gebäude der Prälatur Ludwigsburg untergebracht und dort von Pfarrer Gustav Bossert d. J. betreut, ehe es dem ehemaligen Staatsarchivdirektor Hermann Haering, seit November 1947 für das Archivwesen der Landeskirche ehrenamtlich zuständig, gelang, sie in Räumen des Ludwigsburger Schlosses unterzubringen. Im Jahre 1952 wurde mit Archivrat Heinrich Gürsching das Landeskirchliche Archiv erstmals hauptamtlich besetzt.
Nach dessen Tod 1955 übernahm Gerhard Schäfer die Leitung des Landeskirchlichen Archivs, die er bis zu seinem Ruhestand 1988 innehatte. Sein Nachfolger wurde der Kirchenhistoriker und Archivar Hermann Ehmer. Nachdem die 1957 bezogenen Räumlichkeiten im Dienstgebäude des Evangelischen Oberkirchenrats in der Gänsheidestraße zu klein geworden waren, bot sich im Jahre 2002 die Gelegenheit, zusammen mit der Landeskirchlichen Zentralbibliothek das weitaus größere Gebäude der ehemaligen Druckerei der Deutschen Bibelgesellschaft in Stuttgart-Möhringen zu beziehen. Nach dem Eintritt von Ehmer in den Ruhestand im Jahr 2007 leitete Norbert Haag das Landeskirchliche Archiv. Seit August 2022 ist Claudius Kienzle Leiter des Archivs.

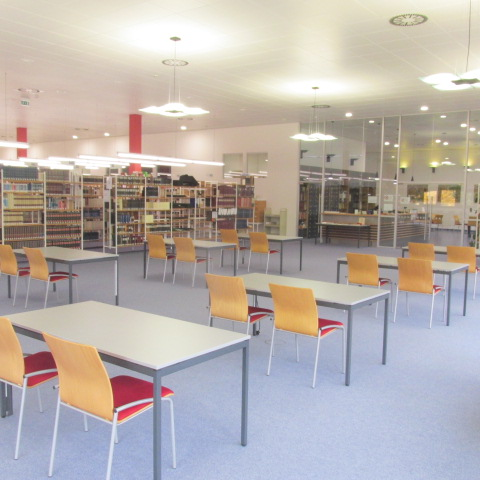
Landeskirchliches Archiv Stuttgart Lesesaal

## Bestände
Das Landeskirchliche Archiv war zuständig für die Unterlagen der Landessynode und des Oberkirchenrats, für andere Stellen der landeskirchlichen Verwaltung, für kirchliche Körperschaften und Einrichtungen im Bereich der württembergischen Landeskirche sowie für die Unterlagen in Pfarr- und Dekanatämtern. Darüber hinaus wurden auch Nachlässe und Sammlungen von Privatpersonen oder evangelischer Werke und Vereine archiviert. Kirchenbücher stehen über das Kirchenbuchportal Archion online zur Verfügung und können im Lesesaal des Archivs über Mikrofilme eingesehen werden. Die Museale Sammlung im Landeskirchlichen Archiv verwahrt museale Objekte kirchlicher und privater Frömmigkeit.